# Francisco Avilán
Francisco Avilán Cruz (Monterrey, Nuevo León, 27 de agosto de 1947 - Monterrey, Nuevo León, 5 de febrero de 2021), conocido como 'El Potrillo', fue un futbolista y director técnico mexicano. 
Se desempeñaba en la posición de delantero y extremo. 
Siendo director técnico del Club de Fútbol Monterrey, consiguió el primer campeonato de Liga del equipo en el Torneo México 1986.
Falleció el 5 de febrero del 2021, a la edad de 73 años, por complicaciones de COVID-19.

## Trayectoria
Avilán jugó durante su carrera para el Club de Fútbol Monterrey desde 1964 hasta 1972, en el cual anotó 18 goles. En aquellos años llegó a disputar dos partidos con la selección de fútbol de México.
Su debut con la selección mexicana fue en el partido amistoso contra la Unión Soviética (0 - 0) el 17 de febrero de 1971 en el estadio Jalisco, en el partido Avilán entró como sustituto de Marco Menéndez después del descanso y fue reemplazado por Horacio López Salgado 21 minutos después. En su segundo y último partido con la selección, el día 5 de abril de 1972 en el Estadio Azteca contra Perú (2 - 1), Avilán entró en el minuto 75 para reemplazar a Fernando Bustos en el campo. No anotó ningún gol en su paso por la selección mexicana. Después jugó durante dos temporadas en el Club Deportivo Guadalajara (1972-1974) anotando un gol.
Como director técnico, Avilán dirigió al Club de Fútbol Monterrey (1984-1987) y en el Torneo México 86, los 'Rayados' consiguieron su primer título de Liga en la Primera División de México.
En la década de 1990 entrenó a su archirrival Tigres UANL (1992-1994) hasta el 12 de febrero de 1994. 
En Honduras dirigió al Club Deportivo y Social Vida (1997-1998). 
El 4 de octubre del 2008, Avilán debutó como entrenador de Jaguares de Chiapas, después de más de 14 años sin dirigir en la máxima categoría del futbol de México (debido a que estuvo involucrado en el escándalo de los cachirules que causó que México estuviera fuera de toda competición oficial desde 1988 hasta 1990 incluyendo la Copa Mundial de Italia 1990). Jaguares enfrentó precisamente en el Estadio Tecnológico, al Monterrey; los 'Naranjas' ganaron 2 - 1.Al finalizar el Apertura 2008, dejó el cargo.
 Clubes como jugador 
- 1964-1972  Monterrey
- 1972-1974  Guadalajara

 Clubes como director técnico 
- 1984-1987  Monterrey
- 1992-1994  Tigres UANL
- 1997-1998  Vida
- 2008  Jaguares de Chiapas